# Ningbo Center Tower 1
La Ningbo Center Tower 1 est un gratte-ciel en construction à Ningbo en Chine. Il s'élève à 409 mètres. Son achèvement a été réalisé en 2025.